# Kokona Hiraki
Kokona Hiraki (japonês: 開心那, Hepburn: Hiraki Kokona, Kutchan, 26 de agosto de 2008) é uma skatista profissional japonesa.

## Carreira
Hiraki competiu em eventos de park feminino em várias edições do Campeonato Mundial de Skate, terminando em sétimo lugar em 2018 e décimo primeiro em 2019. Ela também participou do X Games, conquistando a medalha de prata em Boise, e dos Jogos Olímpicos de Verão de 2020 em Tóquio, repetindo o mesmo desempenho e tornando-se a mais jovem atleta japonesa a participar do evento. Quatro anos depois, nos Jogos Olímpicos de Verão de 2024 em Paris, voltou a conquistar a medalha no park feminino.